# Conte (Jura)
Conte ist eine französische Gemeinde im Département Jura in der Region Bourgogne-Franche-Comté.

## Geographie
Conte liegt auf 695 m, etwa sieben Kilometer östlich der Stadt Champagnole (Luftlinie). Das Bauerndorf erstreckt sich im Jura, am Rand einer Hochfläche östlich des Val de Sirod, über dem Tal des Ain.
Die Fläche des 3,32 km² großen Gemeindegebiets umfasst einen Abschnitt des französischen Juras. Der Hauptteil des Gebietes wird von der Hochfläche von Conte eingenommen, die durchschnittlich auf 730 m liegt. Sie wird im Osten, Norden und Westen durch das eingeschnittene Tal des oberen Ain begrenzt, der zugleich die Gemeindegrenze bildet. Der Fluss entspringt in dem bewaldeten Talkessel zwischen Conte und Nozeroy mit einer Karstquelle (Vaucluse-Typ). Die überwiegend mit Wies- und Weideland bedeckte Hochfläche wird durch zwei Bäche, den Bief des Grands Chaux und den Bief de la Fraite zum Ain entwässert. Gegen Südosten steigt die Hochfläche allmählich weiter an und erreicht mit 801 m die höchste Erhebung von Conte. Im Westen reicht das Gemeindeareal bis in das Talbecken des Val de Sirod hinunter.
Nachbargemeinden von Conte sind Charency und Doye im Norden, Nozeroy im Osten, Gillois im Süden sowie Sirod im Westen.

## Geschichte
Im Mittelalter gehörte Conte, das sich damals Comte nannte, zum Herrschaftsbereich von Château-Vilain. Zusammen mit der Franche-Comté gelangte das Dorf mit dem Frieden von Nimwegen 1678 an Frankreich.

## Sehenswürdigkeiten
|  |  |

Die Kapelle der Keiligen Jungfrau in Conte wurde im 18. Jahrhundert erbaut. Zu den Natursehenswürdigkeiten zählen die Quelle des Ain (Source de l’Ain) und der weiter unten im Tal gelegene Wasserfall Saut-des-Maillis.

## Bevölkerung
| Jahr                       | 1962 | 1968 | 1975 | 1982 | 1990 | 1999 | 2008 | 2019 |
| Einwohner                  | 40   | 39   | 44   | 51   | 48   | 56   | 62   | 55   |
| Quellen: Cassini und INSEE |      |      |      |      |      |      |      |      |

Mit 58 Einwohnern (Stand 1. Januar 2022) gehört Conte zu den kleinsten Gemeinden des Départements Jura. Nachdem die Einwohnerzahl in der ersten Hälfte des 20. Jahrhunderts markant abgenommen hatte (1886 wurden noch 116 Personen gezählt), wurden seit Beginn der 1960er Jahre nur noch geringe Schwankungen verzeichnet.

## Wirtschaft und Infrastruktur
Conte war bis weit ins 20. Jahrhundert hinein ein vorwiegend durch die Landwirtschaft, insbesondere Milchwirtschaft und Viehzucht geprägtes Dorf. Noch heute leben die Bewohner zur Hauptsache von der Tätigkeit im ersten Sektor. Außerhalb des primären Sektors gibt es keine Arbeitsplätze im Dorf. Einige Erwerbstätige sind auch Wegpendler, die in den umliegenden größeren Ortschaften ihrer Arbeit nachgehen.
Die Ortschaft liegt abseits der größeren Durchgangsstraßen an einer Departementsstraße, die von Sirod nach Nozeroy führt. Eine weitere Straßenverbindung besteht mit Arsure-Arsurette.